# お嬢様と私―たなぼた中国恋愛絵巻
『お嬢様と私―たなぼた中国恋愛絵巻』（おじょうさまとわたし たなぼたちゅうごくれんあいえまき）は、加藤四季による日本のギャグ漫画。月刊誌『MELODY』（白泉社）にて連載されていた。単行本は同社から全3巻が刊行されている。

## 概要
中国・漢の時代を舞台に、守銭奴でじゃじゃ馬な下級役人の娘・許平君と、その召使いである張白玉が繰り広げる歴史コメディ（4コマ漫画）。ストーリー開始当初はごく普通の時代漫画だが、次第に前漢の歴史に関わる様々な人物が登場し史実に基づいた展開を見せる。

## 主な登場人物
許平君
下級役人の娘。婚約者に先立たれ未婚のまま未亡人となるも、様々な縁によって張白玉と結ばれ漢王室皇后にまで登りつめることとなる。性格は強欲・短絡的・守銭奴・刹那主義。ギャンブル好きで、白玉との結婚も「皇位継承位三位」という彼の身分に賭け事好きな血が騒いだ部分が大きい。また作中何度もチンチロリンに出向くカットが描かれるなど、賭け事への関心は病的なほど。儲け話にも眼がない。しかし大らかかつ家族思いで素直な面もあり、やがては白玉のベストパートナーとなる。文才があるらしく、王宮でのストーリーを描いた作品が大ヒットしたこともあった（ただし、中身の大半が嘘というか妄想）。
張白玉（宣帝）
許家の下働きで生計を立てる下男。実は巫蠱の乱により家族を失った皇族で、本名は「劉詢」というが、本人すらその事実は知らされておらず、ながらく張家の親戚として育っていた。性格は真面目でやや達観主義。家事手伝いの能力は完璧。霍光に擁立されて帝位につくこととなるが、本人は貧しくもつましく暮らすことを最後まで望んでいた。当初は張彊(香娥)に男と知らず惹かれていたものの、許平君の素朴さを次第に愛するようになる。この当時としては珍しい巨乳好き。
張賀
白玉のおじのような存在。白玉には何故か非常に懐かれているが、放任主義で無責任。仮にも皇族の末裔である白玉に対し、大したフォローもせずに農民として生活をさせていたので、結果的に餓死寸前に追い込んだりもしていた。具体的な地位は明らかにされていないが、王室関係者であり元暗殺者。許平君の後ろ盾となって後宮に出入りすることとなる。オッパイ星人であり、見ただけでサイズを当てることができる。
張彊（香娥）
張賀の息子。匈奴討伐隊の隊長であり非常に有能な戦士だが、戦場であまりにショッキングな体験をしたことが原因で、普段は女装をして精神の安定を保っている。刃物など物騒なものを長時間持つと血に飢えて暴走してしまうなど、そのトラウマは相当根深い。野戦病院で知り合った淳于衍を毛嫌いしていたが、やがて惹かれていく。また許平君とは性別を超えた喧嘩友達。主にツッコミ役。
霍成君
霍光の娘で「伝説のスーパーお嬢様」。先帝の後宮に入っていたがすぐに帝が崩御してしまったため、次の帝となった白玉の後宮にも入内することとなった。性格は清楚・天然・世間知らず。白玉に恋をするものの、許平君と白玉の間に入り込む余地がないことも何となく気づいている。許平君とは違うベクトルで変わり者であり、数々のコスプレに挑戦し白玉の気を引こうとする。
淳于衍
王室に出入りする医者。霍光の妻に許平君の暗殺を指示されている。いわゆるマッドサイエンティスト的な面があり、暗殺よりも薬の調合に気がそれてしまうなど少々浮世離れした性格。許平君の天真爛漫な性格に情が移り暗殺に失敗すると、それが元で霍光の妻により自殺に追い込まれることとなる…が、実際は仮死状態になっただけで、顔を整形して生き延びていた。張彊にやたらとちょっかいを出すが、9歳で結婚しており既に夫と娘が居る。
霍光
漢王室の事実上の最高権力者。白玉を皇帝として擁立し、また娘を後宮に入内させるなど抜け目なく計算高い人物。政治力に非常に優れており暗愚ではないが、妻の許平君暗殺計画に乗ってしまうなど、暴走する妻を御しきれずに次第に立場を悪くしていく。白玉の皇帝としての資質に気づき、自分の手に余る存在になるのではないかと密かに危機感を持っている。

## 史実との関係
ストーリーの大筋は前漢の時代を元に史実に沿って展開されるが、キャラクター設定や展開は大幅にアレンジされている（※質素で礼節を弁えていたとされる許平君が、欲の塊のような人物に変換されている、など）。また現代のアイテムや日本語の駄洒落がごく自然に登場するなどギャグ漫画の要素が強く、「歴史漫画」よりは「歴史を元にしたギャグ漫画」としての部分が大きい。しかし白玉が帝位についてからのさまざまな出来事や、当時の王室での立場などはかなり忠実に描かれており、あとがきなどからも作者の前漢時代への理解が非常に深いことが窺える。